# Luis Noboa Naranjo
Luis Adolfo Noboa Naranjo (Ambato, 1 de febrero de 1916 - Nueva York, 28 de abril de 1994) fue un empresario ecuatoriano calificado como el más importante empresario del Ecuador en el siglo XX. Considerado el hombre más rico de Ecuador, en su tiempo (al igual que lo sería su hijo Álvaro Noboa en la actualidad). Fue padre del empresario y político, Álvaro Noboa y de la, igualmente, empresaria, Isabel Noboa, fue suegro de la doctora Annabella Azín y abuelo del actual presidente del Ecuador, Daniel Noboa.

## Biografía

### Primeros años
Luis Noboa nació en Ambato, Ecuador el 1 de febrero de 1916. Su padre fue Luis Adolfo Noboa Ledesma un médico y odontólogo peruano, y su madre Zoila Matilde Naranjo una costurera. Tuvo tres hermanos, Enrique, María y Amanda. Quedó huérfano de padre a temprana edad, cuando su padre cayó del caballo al llegar del trabajo.
Se trasladaron a Guayaquil donde su madre laboró en un pequeño hotel y durante su infancia la ayudó económicamente generando ingresos en cualquier tipo de trabajo. Llegó a ser lustrabotas, vendedor ambulante de revistas, paños de limpieza, estampillas, anunciador de los asaltos en las peleas de box, etcétera, con pocas ganancias. Estudió la primaria en las escuelas José María Valverde, Simón Bolívar y Cristóbal Colón, pero solo lo hizo hasta el sexto grado debido a la falta de recursos y el que invertía trabajando para sostener a su familia.

### Vida empresarial
En 1928 trabajó como conserje para Juan X. Marcos en el Banco Sociedad General de Crédito hasta 1933. Durante este tiempo hizo préstamos con Juan X. Marcos con los que pudo poner una pequeña casa de cambios a la edad de 17 años. En 1935 comenzó a exportar arroz y en 1941 transportó 110 mil quintales de arroz en un buque hacia Venezuela con el que ganó su primer millón de sucres. Al siguiente año trabajó para Víctor Emilio Estrada Sciacaluga durante ocho meses con el que representó varias empresas.
Noboa mantuvo sus exportaciones de arroz y llegó a ser el mayor exportador del Ecuador. También, trabajó para Standard Fruit Company y exportó banano hasta 1956 a Europa y varias partes del mundo. Según la página web de El Emprendedor, las empresas de Luis Noboa generaban alrededor del 5% del PIB de Ecuador y para la década de los 90, sus empresas contaban con una nómina de 18 mil trabajadores. "En el rubro de la industria de la fruta, la “Bananera Noboa” en el cuarto puesto de comercialización de banano a nivel mundial", reza en la información del portal. https://www.expreso.ec/actualidad/luis-noboa-historia-poderoso-empresario-abuelo-presidenciable-noboa-170762.html
Noboa consiguió trabajar para la empresa automotriz De Soto sin dejar a un lado las exportaciones de arroz y fue el mayor exportador de gramínea en el país. Trabajó para la Standard Fruit Company exportando banano hasta 1956. Siguió exportando banano por su cuenta a Europa y varias partes del mundo. En 1961 obtuvo la concesión de la marca Quaker Oats y más tarde adquirió Molinos Poultier creando en ese mismo año la Industrial Molinera y Exportadora Bananera Noboa.
En su honor fue creado el 25 de enero de 2006 por su hijo Álvaro Noboa, heredero de la colección de arte el Museo Luis Adolfo Noboa Naranjo, también conocido por su acrónimo Museo LANN, un museo ubicado en la ciudad de Guayaquil, Ecuador. Exhibe una importante colección privada de pinturas del fallecido empresario ecuatoriano, Luis Noboa Naranjo, que representan una significativa muestra de los más importantes pintores contemporáneos ecuatorianos, con quienes había cultivado amistad. 

## Matrimonio y descendencia
Contrajo primer matrimonio con Isabel Pontón, procreando seis hijos, cuyos nombres son: Luis, 
Isabel, María Elena, Diana, Álvaro y María Leonor. 
Se casó por segunda ocasión con Mercedes Santistevan, con quien no tuvo descendencia.